# 한가람초등학교
한가람초등학교는 대한민국 경기도 파주시에 있는 공립 초등학교이다.

## 학교 연혁
- 2009. 12. 02 한가람초등학교로 설립 인가
- 2010. 03. 01 한가람초등학교 개교
- 2010. 03. 01 7학급 편성(152명)
- 2010. 03. 01 한가람초등학교 병설유치원 설립 2학급(30명)
- 2010. 03. 01 초대 박성식 교장 부임
- 2010. 03. 01 교표, 교가, 교훈제정
- 2010. 03. 02 교목(소나무), 교화(장미) 확정
- 2010. 03. 02 입학식(43명)
- 2010. 03. 07 7학급에서 11학급으로 학급증설
- 2010. 09. 02 11학급에서 12학급으로 학급증설(6학년)
- 2010. 10. 08 12학급에서 13학급으로 학급증설(5학년)
- 2010. 10. 21 13학급에서 16학급으로 학급증설(2,3,4학년)
- 2010. 11. 10 16학급에서 17학급으로 학급증설(1학년)
- 2012. 02. 17 제2회 졸업식(121명 졸업 / 졸업생 누계: 180명)
- 2012. 02. 29 한가람병설유치원 폐원
- 2012. 03. 02 25학급에서 32학급으로 학급증설
- 2013. 02. 15 제3회 졸업식(129명)
- 2014. 02. 14 제4회 졸업식(164명)
- 2014. 03. 01 제2대 김정기 교장 부임
- 2014. 03. 01 37학급에서 40학급으로 학급증설(1147명)
- 2014. 03. 01 ~ 2016. 02. 29 호국보훈 연구 시범학교 지정 운영

## 참고 자료
- 한가람초등학교 - 한국교육학술정보원 학교알리미